# Синагога Агавас-Ахім
Синагога Агавас-Ахім — юдейська синагога в Херсоні. Не збереглася. Назва походить від אהבת אחים – «братерська любов».

## Історія
Знаходилася у східній частині вулиці Ковальської в будинку Кумана. Відвідуваність на початку XX століття — 100 чоловік. У теперішній час у будинку колишньої синагоги міститься дитячий садок (вул. Ковальська).